# Loncosaurus argentinus
Il loncosauro (Loncosaurus argentinus) è un dinosauro erbivoro appartenente agli ornitopodi. Visse nel Cretaceo superiore (Santoniano/Campaniano, circa 80 milioni di anni fa) e i suoi resti fossili sono stati ritrovati in Sudamerica (Argentina). L'identità è dubbia.

## Classificazione
Descritto per la prima volta nel 1898 dal paleontologo argentino Florentino Ameghino, questo dinosauro è noto solo attraverso un femore parziale. Un dente ricurvo, attribuibile in realtà a un dinosauro carnivoro, era stato riferito erroneamente allo stesso animale. Il femore, che sembrerebbe provenire da un animale lungo un paio di metri, mostra una certa affinità con gli ornitopodi, e in passato è stato attribuito agli ipsilofodontidi, una famiglia di ornitopodi dalle forme leggere e snelle. È più probabile, però, che Loncosaurus fosse un rappresentante primitivo degli iguanodonti, ornitopodi evoluti dalle forme generalmente più massicce, e che forse fosse avvicinabile ai driosauridi. Sono state anche proposte parentele con il poco conosciuto Notohypsilophodon.

## Significato del nome
Il nome Loncosaurus deriva probabilmente dalla parola di lingua araucana lonco, che significa "testa" o "capo", o forse dal greco lonkhos ("lancia"); il riferimento non è chiaro, e forse si riferisce alla (presunta) natura predatoria dell'animale, ritenuto in possesso di denti aguzzi e ricurvi. 